# Carex mandoniana
Carex mandoniana är en halvgräsart som beskrevs av Johann Otto Boeckeler. Carex mandoniana ingår i släktet starrar, och familjen halvgräs. Inga underarter finns listade i Catalogue of Life.